# Esmoladora angular
Una esmoladora angular o esmoladora radial, és una eina manual que impulsada per un motor permet esmolar, tallar o bé polir. Una esmoladora angular pot portar un motor elèctric, un motor de gasolina o un d'aire comprimit. El motor impulsa un cap d'engranatges en angle recte en el que hi ha muntat un disc abrasiu o un disc de tall més prim que poden ser reemplaçats quan es desgasten. Les esmoladores angulars típicament tenen un protector i un mànec ajustables per a la seva operació amb qualsevol de les dues mans.
Certes esmoladores angulars, depenent del seu rang de velocitat, es poden fer servir com eina de tall utilitzant un disc de diamant o com polidora muntant-hi un cilindre d'escuma de niló. El sistema protector usualment està fet d'un plàstic dur, resina fenòlica o cautxú de mitjana duresa depenent del tipus de flexibilitat desitjada.

## Usos

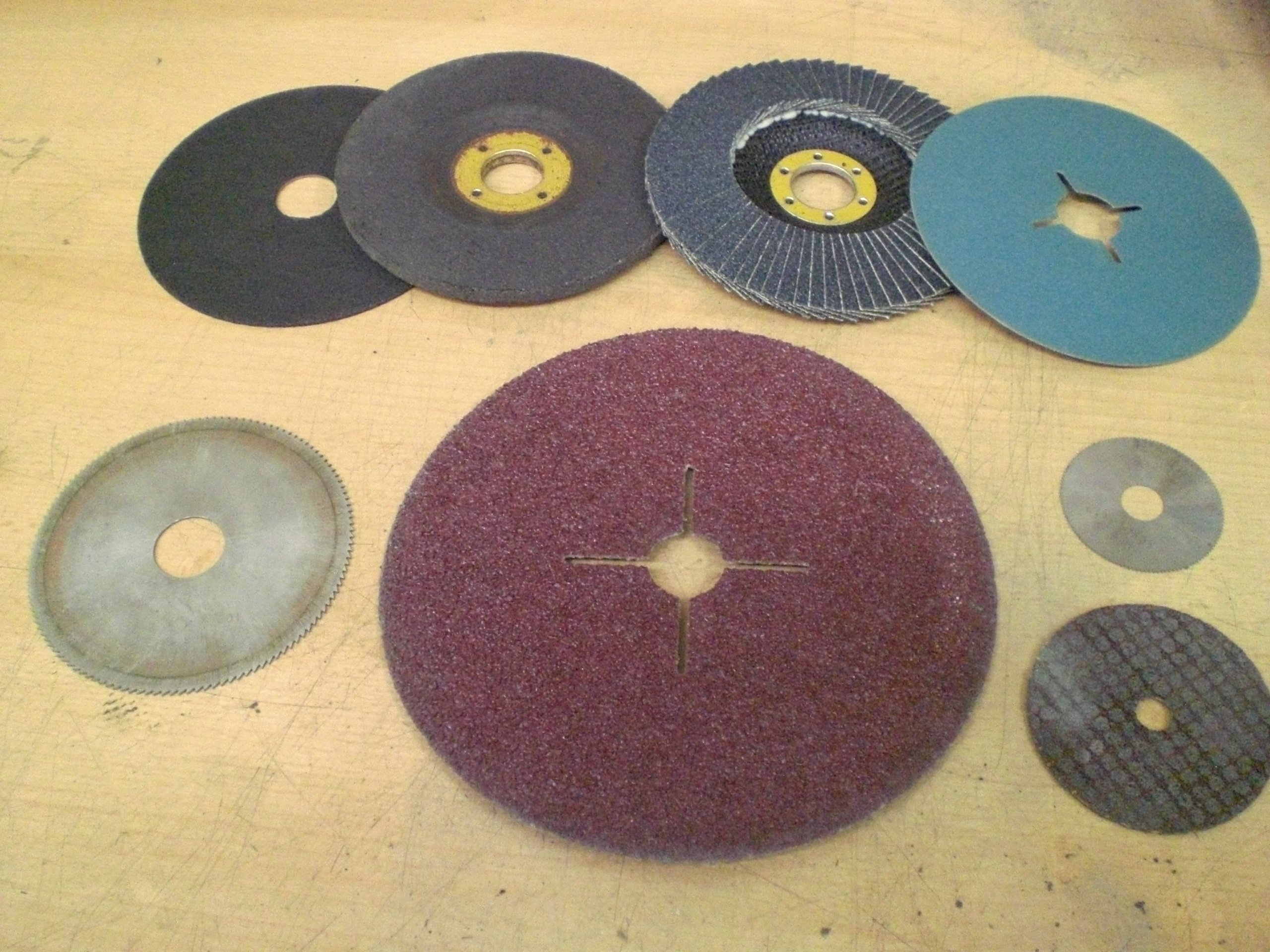
Diversos tipus de discs

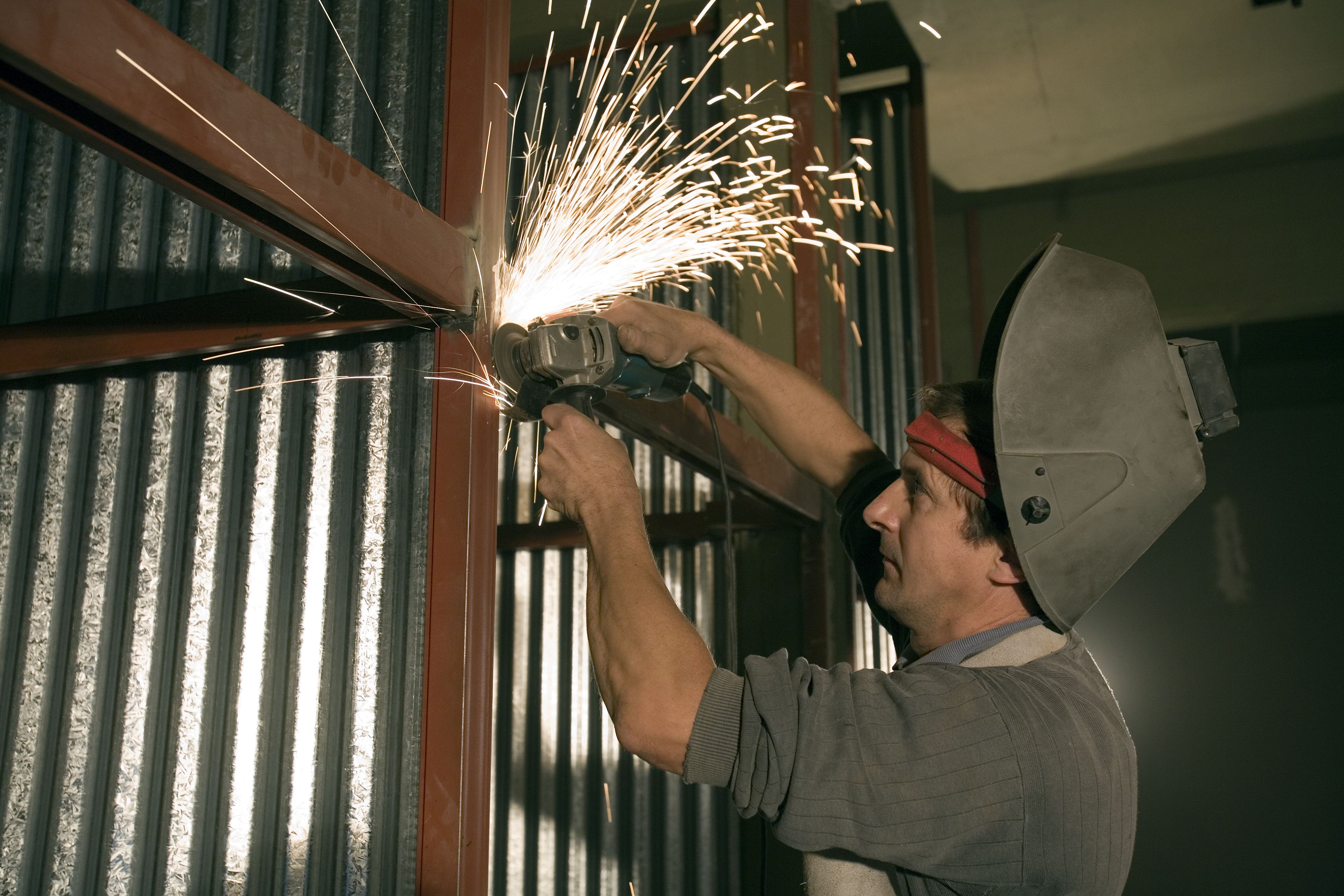
Obrer usant una esmoladora angular

Les esmoladores angulars poden ser utilitzades o per remoure el material d'excés en les peces o simplement per tallar-les en trossos. Hi ha moltes i diferents classes de discs que es poden emprar per a diversos tipus de materials i treballs, com ara pedres esmoladores (rectificadores), discs de tall (full de diamant), discs rectificadors abrasius, rodes de raspall de filferro, cilindres polidors, i coixins per polir. L'esmoladora angular té grans coixinets de boles per contrarestar les forces de decantament que es generen durant el tall, juntament amb les forces laterals també generades, a diferència d'una perforadora, on la força és axial.
Les esmoladores angulars s'utilitzen àmpliament en treballs metal·lúrgics i en la construcció, igual que en rescats d'emergència. Normalment les trobem en tallers mecànics o a un taller de planxisteria.
Hi ha una gran varietat d'esmoladores angulars d'on escollir quan es tracta de trobar l'adequada per un treball determinat. La mida del disc i la potència del motor, són els factors més importants per a triar l'esmoladora angular adient.
Un altre factor és la potència (pneumàtica o elèctrica), les rpm (revolucions per minut) o la grandària d'arbre. Usualment la grandària del disc i la potència, augmenten junts. La mida del disc es mesura en polzades o mm. Les mides més corrents de discs per les esmoladores angulars als Estats Units inclouen 4, 4.5, 5, 6, 7, 9 i 12 polzades.
Les esmoladores pneumàtiques s'utilitzen per a treballs més lleugers on fa falta més precisió. Això és degut al fet que les esmoladores pneumàtiques poden ser petites i lleugeres perquè no contenen el pesat motor amb bobinatge de coure, mentre que és més difícil per a una esmoladora elèctrica aconseguir una potència adequada amb un motor petit.
Les esmoladores angulars elèctriques s'usen normalment en treballs més pesats i grans. No obstant això, hi ha esmoladores grans d'ambdós tipus.

## Taula de tipus de discs per a esmoladores radials
| Tipus de disc     | Ús principal                    | Material recomanat          | Diàmetres habituals (mm) |
| ----------------- | ------------------------------- | --------------------------- | ------------------------ |
| Tall abrasiu      | Tallar metall, acer, inoxidable | Metall, acer, alumini       | 115, 125, 180, 230       |
| Desbast           | Eliminar material, rebaves      | Metall, pedra               | 115, 125, 180, 230       |
| Diamant continu   | Tall fi i net                   | Ceràmica, porcellànic       | 115, 125, 180, 230       |
| Diamant segmentat | Tall ràpid amb refrigeració     | Formigó, maó, pedra         | 115, 125, 180, 230       |
| Diamant turbo     | Tall ràpid amb acabat mitjà     | Marbre, granit, porcellànic | 115, 125, 180, 230       |
| Multimaterial     | Tall versàtil                   | Fusta, plàstic, metall fi   | 115, 125                 |
| Làmines (flap)    | Lijatge i acabat fi             | Metall, fusta               | 115, 125                 |
| Fibra / niló      | Neteja, decapatge               | Pintura, òxid, adhesius     | 115, 125                 |
| Polit / feltre    | Acabat brillant                 | Metall, marbre, vidre       | 115, 125                 |
| Raspall metàl·lic | Decapatge agressiu              | Òxid, pintura, soldadures   | 115, 125                 |

## Seguretat
Per mitjà d'un estudi del nivell de so i estudis de vibració conduïts per l'Institut Nacional de Seguretat i Salut Ocupacional, les esmoladores angulars en vuit (sense càrrega) tenen un rang de 91-103 dB.

## Eines relacionades
L'esmoladora angular es pot comparar amb altres varietats d'esmoladores, consulteu màquines, taules esmoladores, esmoladores per cement i altres eines que utilitzen disc de diamant per a tallar.